# 10792 Ecuador
10792 Ecuador este un asteroid din centura principală de asteroizi.

## Descriere
10792 Ecuador este un asteroid din centura principală de asteroizi. A fost descoperit pe 2 februarie 1992 la Observatorul La Silla de Eric Walter Elst. Asteroidul prezintă o orbită caracterizată de o semiaxă mare de 3,07 ua, o excentricitate de 0,09 și o înclinație de 10,3° în raport cu ecliptica.